# Czamanske Ridge
Czamanske Ridge ist ein rund 1300 m hoher Gebirgskamm im westantarktischen Queen Elizabeth Land. Im Dufek-Massiv der Pensacola Mountains erstreckt er sich zwischen dem Jaeger Table und dem Welcome Pass.
Das Advisory Committee on Antarctic Names benannte ihn 1979 nach Gerald Kent Czamanske (* 1934), Geologe der Mannschaft des United States Geological Survey, die zwischen 1976 und 1977 in den Pensacola Mountains tätig war.